# Krîvoșîii, Hmilnîk
Krîvoșîii (în ucraineană Кривошиї) este localitatea de reședință a comunei Krîvoșîii din raionul Hmilnîk, regiunea Vinnița, Ucraina.

## Demografie
Componența lingvistică a localității Krîvoșîii
     Ucraineană (99,61%)
     Alte limbi (0,39%)
Conform recensământului din 2001, majoritatea populației localității Krîvoșîii era vorbitoare de ucraineană (99,61%), existând în minoritate și vorbitori de alte limbi.